# Eline Berings
Eline Berings (* 28. Mai 1986 in Gent) ist eine belgische Hürdenläuferin, die sich auf die 100-Meter-Distanz spezialisiert hat.

## Sportliche Laufbahn
Erste internationale Erfahrungen sammelte Eline Berings im Jahr 2003, als sie bei den Jugendweltmeisterschaften im kanadischen Sherbrooke in 13,94 s den siebten Platz über 100 Meter Hürden belegte. Im Jahr darauf erreichte sie bei den Juniorenweltmeisterschaften in Grosseto bis in das Halbfinale und schied dort mit 13,92 s aus und im 2005 siegte sie bei den Junioreneuropameisterschaften in Kaunas in 13,41 s. Anschließend nahm sie an der Universiade in Izmir teil und schied dort mit 13,70 s im Halbfinale aus. 2006 startete sie erstmals bei den Europameisterschaften in Göteborg, schied dort aber mit 13,42 s in der ersten Runde aus. Im Jahr darauf belegte sie bei den Halleneuropameisterschaften in Birmingham in 8,56 s den achten Platz über 60 Meter Hürden und anschließend belegte sie bei den U23-Europameisterschaften in Debrecen in 13,12 s den vierten Platz über 100 Meter Hürden und schied mit der belgischen 4-mal-100-Meter-Staffel mit 44,99 s im Vorlauf aus. Daraufhin wurde sie bei den Studentenweltspielen in Bangkok in 13,17 s Sechste und scheiterte anschließend bei den Weltmeisterschaften in Osaka mit 12,97 s im Vorlauf. 2008 schied sie bei den Hallenweltmeisterschaften in Valencia mit 8,10 s im Halbfinale über 60 Meter Hürden aus und 2009 siegte sie bei den Halleneuropameisterschaften in Turin mit neuem Landesrekord von 7,92 s. Mitte August gelangte sie bei den Weltmeisterschaften in Berlin bis in das Halbfinale und schied dort mit 12,94 s aus. Auch bei den Hallenweltmeisterschaften 2010 in Doha schied sie mit 8,05 s im Halbfinale über 60 Meter Hürden aus und im Sommer scheiterte sie bei den Europameisterschaften in Barcelona mit 13,27 s in der ersten Runde.
2012 belegte sie bei den Hallenweltmeisterschaften in Istanbul in 8,08 s den fünften Platz über 60 Meter Hürden und im Juli schied sie bei den Europameisterschaften in Helsinki mit 13,17 s im Halbfinale aus. Zudem qualifizierte sie sich für die Teilnahme an den Olympischen Spielen in London, bei denen sie mit 13,26 s ebenfalls im Halbfinale ausschied. Im Jahr darauf wurde sie bei den Halleneuropameisterschaften in Göteborg in 8,08 s Fünfte über 60 Meter Hürden und bei den Hallenweltmeisterschaften 2014 in Sopot schied sie mit 8,07 s im Halbfinale aus. Im August erreichte sie dann bei den Europameisterschaften in Zürich das Finale und klassierte sich dort in 13,24 s auf dem achten Platz. 2015 schied sie bei den Halleneuropameisterschaften in Prag mit 8,02 s im Halbfinale aus und 2017 scheiterte sie bei den Weltmeisterschaften in London mit 13,35 s in der Vorrunde. 2018 schied sie bei den Hallenweltmeisterschaften in Birmingham mit 8,14 s im Halbfinale und auch bei den Europameisterschaften in Berlin schied sie mit 12,94 s im Semifinale aus. 2021 erreichte sie bei den Halleneuropameisterschaften in Toruń das Halbfinale über 60 Meter Hürden, durfte dort aber aufgrund eines positiven Coronatests nicht mehr an den Start gehen.
In den Jahren 2006 und 2007, 2009, 2014 und 2018 wurde Berings belgische Meisterin im 100-Meter-Hürdenlauf und in den Jahren 2004, von 2006 bis 2010, 2012, 2015 und 2016 und von 2018 bis 2020 wurde sie Hallenmeisterin über 60 Meter Hürden. Zudem siegte sie 2012 und 2015 auch im 60-Meter-Lauf in der Halle.

## Persönliche Bestleistungen
- 100 Meter: 11,77 s (+0,8 m/s), 17. Mai 2007 in Sint-Niklaas
  - 60 Meter (Halle): 7,37 s, 21. Februar 2010 in Gent
- 100 m Hürden: 12,72 s (+0,6 m/s), 18. Juli 2018 in Lüttich
  - 60 m Hürden (Halle): 7,92 s, 6. März 2009 in Turin (belgischer Rekord)

## Auszeichnungen
2010 erhielt sie den Goldenen Spike als Belgiens beste Athletin 2009. Zusammen mit ihr wurde Jonathan Borlée ausgezeichnet.